# Kim Geon-su
Kim Geon-su (kor. 김 건수; ur. 13 września 1965) – południowokoreański judoka. Olimpijczyk z Barcelony 1992, gdzie zajął siedemnaste miejsce w kategorii ponad 95 kg.
Brązowy medalista mistrzostw świata w 1989 i 1991.
Drugi i trzeci na igrzyskach azjatyckich w 1990. Mistrz Azji w 1991. Wygrał igrzyska Azji Wschodniej w 1993 roku. Zdobył pięć medali na akademickich MŚ.

## Letnie Igrzyska Olimpijskie 1992
| Konkurencja | Rundy eliminacyjne     | Rundy eliminacyjne    | Klas. końcowa |
| Konkurencja | Przeciwnik I           | Przeciwnik II         | Miejsce       |
| ----------- | ---------------------- | --------------------- | ------------- |
| +95 kg      | Valentin Bazon (ROU) Z | Ernesto Pérez (ESP) P | 17.           |